# Kunyaza
Kunyaza (Ruanda-Rundi) é uma técnica milenar de estimulação sexual feminina praticada e difundida em todo o Oeste Africano, com outras nomenclaturas. Especificamente o kanyaza, originado nos Grandes Lagos na região da África Oriental, consiste em movimentos circulares, feitos pelo parceiro, utilizando o pênis, dedos ou lábios de modo que proporcione o orgasmo feminino e a ejaculação feminina durante a relação sexual. Kunyaza,pode ser traduzido como "águas sagradas", se referindo a importância social do prazer feminino dentro destas sociedades. É importante ressaltar a diferença de abordagem sobre o prazer feminino que no Ocidente é encarado como tabu e nestes países da África, faz parte das conversas comuns dos grupos sociais, sejam homens e/ou mulheres de todas as idades, inclusive idosos e crianças.

## Terminologia
O Ruanda-Rundi palavra kunyaza é derivada do verbo kunyaàra, que significa "urinar", mas também significa ejaculação feminina, também conhecia como "squirt" que é alcançada através da prática. A técnica é conhecida com vários nomes em diferentes regiões, o regular Uganda termo kakyabali (muitas vezes kachabali em anglicizada de ortografia) ou "Ocidental Jazz" na gíria, devido à sua prevalência nas regiões ocidentais, tais como Ankole.

## A extensão geográfica
Kunyaza está presente particularmente em Ruanda, Burundi, oeste de Uganda, oeste da Tanzânia, leste da República Democrática do Congo. Uma pesquisa de 2008 com os Rwandan do sexo masculino descobriu que mulheres Europeias fazendo turismo no país, estavam sendo introduzidas a prática por homens locais. Durante a 2010, a prática se espalhou através de mídias sociais para o Quênia e o restante do mundo.

## História
Kunyaza é geralmente considerado uma prática tradicional em Ruanda e a tradição popular sugere que ele remonta à Terceira Dinastia regra. De acordo com a lenda, um guarda real da rainha, foi escolhido para fazer sexo com a rainha, mas como ficou muito nervoso não conseguiu penetrar a rainha, mas em vez disso, usou seu pênis esfregando contra os lábios e o clitóris da rainha provocando um orgasmo muito intenso.
Uma versão do kunyaza foi introduzido para o público Ocidental através dos livros Weiblicher Orgasmus und weibliche Ejakulation dank afrikanischer Liebeskunst (2005) e Le secret de l'amour à l'africaine. [ (2008) pelo alemão baseado no estudo de tradicional especialista em medicina de Ruanda o Dr. Nsekuye Bizimana. Um Chinês a tradução de Le secret de l'amour à l'africaine. [ foi publicada em Hong Kong , em 2010.

## Técnica
Divulgado pelo Dr. Nsekuye Bizimana como um meio seguro de alcançar o orgasmo feminino, muitas vezes na forma de ejaculação precoce, kunyaza envolve um não-penetração e penetração fase de progressão:
1. O parceiro do sexo masculino primeira estimula os pequenos lábios da parceira com as mãos e também fazendo a fricção com seu pênis e em seguida, em um certo nível de excitação, passa a estimular as superfícies internas dos pequenos lábios e o vestíbulo da vulva, incluindo o meato urinário , da mesma maneira, seguido pela estimulação do clitóris, vestíbulo da vulva, os lábios pequenos lábios e a abertura vaginal. Remoção da parceira da implantação dos pelos pubianos é aconselhada para mais confortável manipulação do pênis.
2. O parceiro do sexo masculino penetra a vagina com a alternância de rasa estocadas (gucuga) na abertura vaginal, com estocadas profundas (gucumita) empurrando o colo do útero , mantendo os movimentos circulares entre a vagina paredes estimulando o clitóris esfregando o pênis durante a penetração, muitas vezes, facilitando o movimento, segurando o pênis entre o meio e o dedo indicador.

Existe um manual em português onde é explicado em detalhes como fazer. 
No entanto, outros pesquisadores enfatizam que a versão introduzida pelo Dr. Bizimana desvia do tradicional kunyaza totalmente omitindo a lábia alongamento técnica de gukuna, que é na verdade, visto como parte integrante kunyaza.